# توکوییتو
توکوییتو (به اسپانیایی: Tocuyito) یک شهر در ونزوئلا است که در Libertador واقع شده‌است. توکوییتو ۱۷۳٬۴۵۰ نفر جمعیت دارد و ۳۴۰ متر بالاتر از سطح دریا واقع شده‌است.